# Кошаркашка репрезентација Чехословачке
Кошаркашка репрезентација Чехословачке је била национална селекција која је представљала Чехословачку на међународним кошаркашким такмичењима.

## Учешће на међународним такмичењима

### Европска првенства
| Година | Позиција         | Турнир                   | Домаћин         |
| ------ | ---------------- | ------------------------ | --------------- |
| 1935.  | 3.               | Европско првенство 1935. | Швајцарска      |
| 1937.  | 7.               | Европско првенство 1937. | Летонија        |
| 1939.  | Није учествовала | Европско првенство 1939. | Литванија       |
| 1946.  | 1.               | Европско првенство 1946. | Швајцарска      |
| 1947.  | 2.               | Европско првенство 1947. | Чехословачка    |
| 1949.  | Није учествовала | Европско првенство 1949. | Египат          |
| 1951.  | 2.               | Европско првенство 1951. | Француска       |
| 1953.  | 4.               | Европско првенство 1953. | Совјетски Савез |
| 1955.  | 2.               | Европско првенство 1955. | Мађарска        |
| 1957.  | 3.               | Европско првенство 1957. | Бугарска        |
| 1959.  | 2.               | Европско првенство 1959. | Турска          |
| 1961.  | 5.               | Европско првенство 1961. | Југославија     |
| 1963.  | 10.              | Европско првенство 1963. | Пољска          |
| 1965.  | 7.               | Европско првенство 1965. | Совјетски Савез |
| 1967.  | 2.               | Европско првенство 1967. | Финска          |
| 1969.  | 3.               | Европско првенство 1969. | Италија         |
| 1971.  | 5.               | Европско првенство 1971. | Западна Немачка |
| 1973.  | 4.               | Европско првенство 1973. | Шпанија         |
| 1975.  | 6.               | Европско првенство 1975. | Југославија     |
| 1977.  | 3.               | Европско првенство 1977. | Белгија         |
| 1979.  | 4.               | Европско првенство 1979. | Италија         |
| 1981.  | 3.               | Европско првенство 1981. | Чехословачка    |
| 1983.  | 10.              | Европско првенство 1983. | Француска       |
| 1985.  | 2.               | Европско првенство 1985. | Западна Немачка |
| 1987.  | 8.               | Европско првенство 1987. | Грчка           |
| 1989.  | Није учествовала | Европско првенство 1989. | Југославија     |
| 1991.  | 6.               | Европско првенство 1991. | Италија         |

### Олимпијске игре
| Година | Позиција         | Турнир                                     | Домаћин              |
| ------ | ---------------- | ------------------------------------------ | -------------------- |
| 1936.  | 11.              | Кошарка на Летњим олимпијским играма 1936. | Немачка              |
| 1948.  | 7.               | Кошарка на Летњим олимпијским играма 1948. | Уједињено Краљевство |
| 1952.  | 10.              | Кошарка на Летњим олимпијским играма 1952. | Финска               |
| 1956.  | Није учествовала | Кошарка на Летњим олимпијским играма 1956. | Аустралија           |
| 1960.  | 5.               | Кошарка на Летњим олимпијским играма 1960. | Италија              |
| 1964.  | Није учествовала | Кошарка на Летњим олимпијским играма 1964. | Јапан                |
| 1968.  | Није учествовала | Кошарка на Летњим олимпијским играма 1968. | Мексико              |
| 1972.  | 8.               | Кошарка на Летњим олимпијским играма 1972. | Немачка              |
| 1976.  | 6.               | Кошарка на Летњим олимпијским играма 1976. | Канада               |
| 1980.  | 9.               | Кошарка на Летњим олимпијским играма 1980. | Совјетски Савез      |
| 1984.  | Није учествовала | Кошарка на Летњим олимпијским играма 1984. | САД                  |
| 1988.  | Није учествовала | Кошарка на Летњим олимпијским играма 1988. | Јужна Кореја         |
| 1992.  | Није учествовала | Кошарка на Летњим олимпијским играма 1992. | Шпанија              |

### Светска првенства
| Година | Позиција         | Турнир                  | Домаћин     |
| ------ | ---------------- | ----------------------- | ----------- |
| 1950.  | Није учествовала | Светско првенство 1950. | Аргентина   |
| 1954.  | Није учествовала | Светско првенство 1954. | Бразил      |
| 1959.  | Није учествовала | Светско првенство 1959. | Чиле        |
| 1963.  | Није учествовала | Светско првенство 1963. | Бразил      |
| 1967.  | Није учествовала | Светско првенство 1967. | Уругвај     |
| 1970.  | 6.               | Светско првенство 1970. | Југославија |
| 1974.  | 10.              | Светско првенство 1974. | Порторико   |
| 1978.  | 9.               | Светско првенство 1978. | Филипини    |
| 1982.  | 10.              | Светско првенство 1982. | Колумбија   |
| 1986.  | Није учествовала | Светско првенство 1986. | Шпанија     |
| 1990.  | Није учествовала | Светско првенство 1990. | Аргентина   |